# Antonio Brandao
Fray António Brandao o Frei António Brandão, (Alcobasa, 1584 - 1637), monje cisterciense, historiador portugués.

## Biografía
Está considerado como el primer historiador que redactó una historia "científica" de Portugal. Trabajó en el Monasterio de Santa María de Alcobasa en el primer gran estudio sobre la Historia de Portugal: Monarchia Lusytana, del que fue autor de la tercera y cuarta partes (ambas publicadas en 1632), tarea en la que sucedió a fray Bernardo de Brito. Su sobrino, fray Francisco Brandao, le sucedió en la continuación de la crónica Monarchia Lusytana. Antonio Brandao también escribió la Crónica del Conde Don Henrique, Dª Teresa y el Infante Don Afonso (Crónica do conde D. Henrique, D. Teresa e infante D. Afonso).
Se le atribuye la publicación del relato de las míticas Cortes de Lamego, publicado en 1632 en la tercera parte de la Monarchia Lusytana, documento que Alexandre Herculano consideró inventado.
Como homenaje a António Brandao, una escuela de Benedita lleva su nombre.
Hubo otro Fray António Brandao, también nacido en Alcobasa, cuyo nombre está ligado al gobierno de la India portuguesa, como interino, entre 1678 y 1681.

## Obras
- «Terceira parte da Monarchia Lusitana. Que contem a historia de Portugal desdo Conde Dom Henrique, até todo o reinado delRey Dom Afonso Henriques…». Lisboa: Pedro Craesbeck, 1632.
- «Quarta parte da Monarchia Lusitana. Que contem a Historia de Portugal desdo o tempo delRey dom Sancho Primeiro, até todo o reinado delRey D. Afonso III…». Lisboa: Pedro Craesbeck, 1632.
- «Crónica do conde D. Henrique, D. Teresa e infante D. Afonso», Livraria Civilização, 1944.